# Losenice (Fluss)
Die Losenice (deutsch: Losnitz) ist ein rechter Zufluss der Otava in Tschechien. Sie fließt durch den Böhmerwald in den Regionen Südböhmen und Pilsen.

## Geographie
Die Losenice entspringt auf 1118 Metern in den Mooren bei Zlatá Studna (deutsch Goldbrunn), einem Ortsteil von Horská Kvilda, nördlich des Berges Přilba und fließt in nördlicher Richtung bis Popelná bei Nicov, wo das Flusstal am engsten ist. Anschließend fließt sie Losenice in nordwestlicher Richtung bis Rejštejn, wo sie in die Otava mündet.
Ihr Lauf bildet die nordöstliche Grenze des Nationalparks Šumava.

### Nebenflüsse
- Zlatý potok, rechter Nebenfluss, der kurz vor Rejštejn (49° 8′ 1″ N, 13° 32′ 21″ O) in die Losenice mündet.
- Pěnivý potok, linker Zufluss, der beim Weiler Karlina Pila (49° 6′ 50″ N, 13° 34′ 11″ O) einmündet.

## Geschichte
An der Losenice war in früherer Zeit in erster Linie das Goldwaschen von Bedeutung. Vor allem im 14. und 15. Jahrhundert siedelten sich in der Umgebung Goldsucher an; teilweise sind aus dieser Zeit entlang des Flusses auch noch Abraumhügel, Seifen, Stollen und ehemalige Erzmühlen erhalten. Oberhalb des Flusslaufes bei Popelná liegen die Reste von Obří hrad, einer keltischen Befestigung.
Nach der Zeit des Goldabbaus diente die Losenice vor allem zum Betrieb von Sägemühlen entlang ihres Laufs. Bei Lídlovy Dvory wurde eine Papierfabrik betrieben.
Im Jahre 1878 erwarb der Tischler und Kaufmann Franz Watzlawick eine Holzdreherei an der Flurgrenze zwischen Kašperské Hory und Rejštejn, die er zunächst unter dem Namen Erste österreich-ungarische Kinderwagenräder-Fabrik Franz Watzlawick  ausbaute und später zur Bohemia Werke Bergreichenstein umfirmierte. Die Bohemia Werke konnten sich während der Weltwirtschaftskrise zu einem der größten holzverarbeitenden Betriebe im Böhmerwald konsolidieren und übernahmen noch Beschäftigte der stillgelegten Glashütte in Klášterský Mlýn. In den 1930er Jahren hatte das Unternehmen, zu dem auch ein Sägewerk in Borová Lada gehörte, 230 – 250 Beschäftigte. Nach dem Zweiten Weltkrieg wurde die Produktion von Kinderwagen auf die Montage von Küchenmöbeln umgestellt; danach wurden die Fabrikgebäude von der Firma Solo genutzt. Seit dem Ende der 1980er Jahre sind die Gebäude der ehemaligen Bohemia Werke leerstehend und dem Verfall überlassen.
Während des Elbhochwassers im August 2002 erreichte die Losenice ihren höchsten dokumentierten Wasserstand, als die Abflussmenge bei Rejštejn auf 67 m³/s anschwoll.

## Ökologie
Aufgrund der relativen Naturbelassenheit der Region verfügt auch die Losenice über eine hohe Wasserqualität, die sich vor allem an den Vorkommen sensibler Arten wie Köcherfliegen, diverser Libellen und Bachflohkrebsen zeigt.

## Verweise